# Dopamine (Third Eye Blind)
Dopamine è il quinto album in studio del gruppo rock statunitense Third Eye Blind, pubblicato nel 2015.

## Tracce
Testi e musiche di Stephan Jenkins, eccetto dove indicato.
1. Everything Is Easy – 3:29 (Jenkins, Abe Millett)
2. Shipboard Cook – 4:42
3. All the Souls – 2:47
4. Dopamine – 3:39
5. Rites of Passage – 4:22 (Jenkins, Kryz Reid)
6. Back to Zero – 3:29
7. Something in You – 3:21 (Jenkins, Reid, Brad Hargreaves, Alex Kopp)
8. Get Me Out of Here – 4:47
9. Blade – 3:51
10. All These Things – 2:25
11. Exiles – 4:04 (Jenkins, Andrew Dawson)
12. Say It (feat. K.Flay) – 6:22

## Formazione
- Stephan Jenkins - voce, chitarra
- Kryz Reid - chitarra, cori
- Alex LeCavalier - basso
- Alex Kopp - tastiera
- Brad Hargreaves - batteria